# Медоулендс (город, Миннесота)
Медоулендс (англ. Meadowlands) — город в округе Сент-Луис, штат Миннесота, США. На площади 1 км² (1 км² — суша, водоёмов нет), согласно переписи 2002 года, проживают 111 человек. Плотность населения составляет 112,4 чел./км².
- FIPS-код города — 27-41372[1]
- GNIS-идентификатор — 0661897[2]